# Otto Tobler
Otto Tobler (* 28. Januar 1879 in Trogen; † 6. August 1946 ebenda; heimatberechtigt in Lutzenberg, ab 1910 in Herisau) war ein Schweizer Jurist und Pionier des Natur- und Heimatschutzes aus dem Kanton Appenzell Ausserrhoden.

## Leben
Otto Tobler war ein Sohn von Johann Jakob Tobler und Selina Rohner. Im Jahr 1906 heiratete er Emilie Schweizer, Tochter des Arnold Schweizer, Lehrer.
Er besuchte die Kantonsschule St. Gallen. Anschliessend absolvierte er ein Studium der Rechte in Lausanne, Berlin und Bern. 1905 erwarb er den Doktor der Rechte. Von 1905 bis 1906 arbeitete er als Betreibungsbeamter in Herisau. Ab 1906 bis 1946 war er Obergerichtsschreiber.
Tobler war ein Pionier des schweizerischen Natur- und Heimatschutzes. Diesem kam in Appenzell Ausserrhoden im Gefolge der Textilkrise erhebliche Bedeutung zu. 1910 gründete er die kantonale Sektion der Schweizerischen Vereinigung für Heimatschutz. Er präsidierte diese bis 1946 und gehörte dem nationalen Zentralvorstand an. Tobler initiierte 1925 den Neuentwurf der Ausserrhoder Tracht. Daneben amtierte er lange als Schulpräsident von Trogen. Er war Mitglied des Kreisrats Zürich der Schweizerischen Volksbibliothek sowie Präsident der ausserrhodischen Filiale der Versicherungsgesellschaft Patria.